# Anisia flaveola
Anisia flaveola är en tvåvingeart som först beskrevs av Daniel William Coquillett 1897.  Anisia flaveola ingår i släktet Anisia och familjen parasitflugor. Inga underarter finns listade i Catalogue of Life.